# NGC 7810
NGC 7810 este o galaxie lenticulară situată în constelația Pegas. A fost descoperită în 17 noiembrie 1784 de către William Herschel.